# Badulla
Badulla (en tamil: பதுளை ) es una ciudad de Sri Lanka, capital de la provincia de Uva y del distrito homónimo.

## Geografía
Se encuentra a una altitud de 677 m s. n. m. a 212 km de la capital nacional, Colombo, en la zona horaria UTC +5:30.

## Demografía
Según estimación 2011 contaba con una población de 47 288 habitantes.